# 夏めく坂道
「夏めく坂道」（なつめくさかみち）は日本の男性歌手・ダイスケのメジャー7枚目のシングル。

## 概要
- 『ポケットモンスター ベストウイッシュ シーズン2 デコロラアドベンチャー』のオープニングテーマとして使用された。また、『劇場版ポケットモンスター ベストウイッシュ 神速のゲノセクト ミュウツー覚醒』のオープニングテーマとしても使用された。
- カップリングの「高気圧ガール」は、山下達郎の同名曲のカバーである。

## 収録曲
1. 夏めく坂道 [3:54]
作詞・作曲：ダイスケ・田中秀典、編曲：鈴木Daichi秀行
  - 『ポケットモンスター ベストウイッシュ シーズン2 デコロラアドベンチャー』オープニングテーマ
2. 高気圧ガール [4:23]
作詞・作曲：山下達郎、編曲：村山☆潤
3. スケッチブック（アコースティックバージョン） [5:50]
作詞・作曲：ダイスケ、編曲：鈴木Daichi秀行
4. 夏めく坂道（Instrumental） [3:52]

| テレビアニメ『ポケットモンスター ベストウイッシュ シーズン2』オープニングテーマ 2013年4月25日 - 10月3日 |                         |         |
| 前作: 松本梨香 「やじるしになって! 2013」                                                               | ダイスケ 「夏めく坂道」 | 次作: - |